# Булаевский водопровод
Булаевский водопровод на территории Северо-Казахстанской области Казахстана, введён в эксплуатацию в 1971 году. Длина магистрального водовода составляет 1694 км. Производительность — 60 тыс. м³/сут. Начало — ниже Сергеевского водохранилища на реке Ишим. Обеспечивает водой населённые пункты области. Используется для обводнения сельскохозяйственных земель.